# Gereformeerde kerk (Zuilichem)
De Gereformeerde kerk is een kerkgebouw te Zuilichem, gelegen aan Zijlstraat 1. Dit is in gebruik bij de Gereformeerde Kerken in Nederland.

## Geschiedenis
De oudste Gereformeerde kerk is van 1853, stond aan Molenstraat 2. In 1875 werd de kerk uitgebreid. In 1904 werd deze buiten gebruik gesteld en op dezelfde plaats verrees een nieuwe kerk, ontworpen door K. Bijsterveld. Het betrof een eenvoudig, witgekalkt gebouwtje onder mansardedak, met de voorgevel naar de straatzijde gekeerd. In 1995 werd dit kerkje buiten gebruik gesteld en verbouwd tot woning.
In hetzelfde jaar werd een nieuwe kerk, aan Zijlstraat 1, in gebruik genomen. Deze is ontworpen door Olthoff en Lerou. Het betreft een modernistisch bakstenen gebouw onder zadeldak, met bijruimten en een aangebouwde open klokkentoren van staalprofiel, die boven de kerkingang is geplaatst.
Ook na de kerkenfusie is dit kerkgebouw nog steeds als gereformeerde kerk in gebruik, zij het onder de koepel van de PKN.